# Platypalpus luteipalpis
Platypalpus luteipalpis är en tvåvingeart som beskrevs av Macquart 1834. Platypalpus luteipalpis ingår i släktet Platypalpus och familjen puckeldansflugor. Inga underarter finns listade i Catalogue of Life.